# (13860) Neely
(13860) Neely (1999 XH143) – planetoida z pasa głównego asteroid okrążająca Słońce w ciągu 5,5 lat w średniej odległości 3,11 j.a. Odkryta 15 grudnia 1999 roku.